# Alberto Osório de Castro

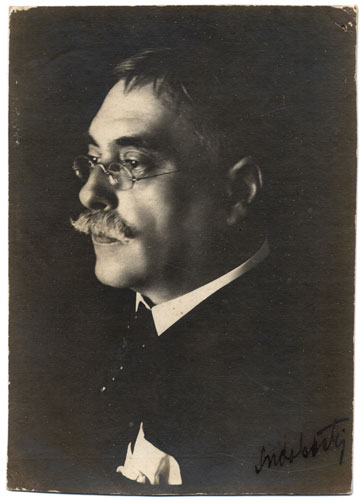
Alberto Osório de Castro

Alberto Osório de Castro (* 1. März 1868 in Coimbra; † 1. Januar 1946 in Lissabon) war ein portugiesischer Lyriker, Journalist und Jurist. 1918 war er unter Sidónio Pais Justizminister von Portugal.
Er gilt als ein wichtiger Vertreter des Orientalismus in der portugiesischen Literatur.

## Leben und Wirken
Castro studierte Rechtswissenschaften in Coimbra und war schon früh literarisch interessiert. So schrieb er für die Zeitschrift „Boemia Nova“ zusammen mit António Nobre. Eine Freundschaft verband ihn lebenslang mit Camilo Pessanha. Auch gründete er die Zeitschrift „Nova Tempo“, wo die ersten Gedichte seines besten Freundes Pessanha erschienen.
Castro war im Staatsdienst in Angola, Indien und Portugiesisch-Timor tätig. Von 1894 bis 1907 lebte er in Goa und war dort als Richter und Staatsprokurist der Krone tätig. Von 1907 bis 1908 arbeitete Castro in Angola als Richter, von 1908 bis 1911 in Dili (Portugiesisch-Timor) und ab 1911 wieder in Angola in Luanda.
1918 war Castro als Nachfolger von Martinho Nobre de Melo Justizminister unter Sidónio Pais. 1928 wurde Castro Vizepräsident der União Portuguesa de Ultramar (deutsch Portugiesische Überseeunion). Als Jurymitglied eines Wettbewerbs zeichnete er Fernando Pessoas einzigen Gedichtband Mensagem mit einem zweiten Platz aus.
Castro gründete 1907 in Goa die Zeitschrift „O Oriente Portugues“ sowie die neue Bibliothek der Stadt. Als Freimaurer war Castro seit 1911 Mitglied der Loge Oceana in Dili. 
Castro war stark an naturwissenschaftlichen und anthropologisch-ethnologischen Themen interessiert und betrieb dilettantische Forschung und Publikation über diese Gebiete mit dem Wissen, das er sich in den Kolonien über diese Themen erworben hatte.
Sein erstes Buch, der Gedichtband „Exiladas“, erschien 1895. Zu seinen bevorzugten literarischen Gattungen und Stilen zählten die Dekadenz, Symbolismus und Parnassismus.

## Werk (Auswahl)
- Exiladas, 1895, Gedichte,
- A cinza dos Mirtos, 1906, Gedichte.
- Flores de Coral, 1909, Gedichte.
- O sinal de sombra, 1923, Gedichte.
- A ilha verde e a vermelha de Timor, 1943, Sachbuch über Timor.